# Rachel Kondo
Rachel Kondo (* in Maui, Hawaii) ist eine US-amerikanische Autorin und Drehbuchautorin.
Kondo ist in Maui, Hawaii geboren, wo sie auch aufwuchs. Sie ist Absolventin des Michener Center for Writers an der University of Texas at Austin. Ihre Arbeiten als Autorin erschienen in der Indiana Review, eines von Studenten verantworteten Literaturmagazins an der Indiana University Bloomington, und im Literaturmagazin Electric Literature. Für ihre Kurzgeschichte Girl of Few Seasons kam sie 2019 in die Endrunde des O.-Henry-Preises.
Bereits 2014 war sie für eine Kurzgeschichte einer der Gewinnerinnen des Keene Prize for Literature und konnte sich mit den anderen ein Preisgeld von 50.000 US-Dollar teilen.
Gemeinsam mit ihrem Mann Justin Marks, einem Drehbuchautor, entwickelte sie in mehr als fünfjähriger Arbeit die 2024 veröffentlichte Serie Shōgun. Diese basiert auf dem Roman Shogun und entwickelte sich zu einem Erfolg bei Kritikern und Zuschauern. Bei der Primetime-Emmy-Verleihung 2024 erhielt sie u. a. die Auszeichnung als Beste Drama-Serie. Gemeinsam mit dem übrigen Schreibteam wurden sie auch für den Independent Spirit Award nominiert. Ebenfalls als beste Drama-Serie erfolgt die Auszeichnung bei den Golden Globe Awards 2025.
Kondo und ihr Mann sind Eltern zweier Kinder.